# Gregory Owen
Pour les articles homonymes, voir Owen.
Gregory Denis Owen ou Greg Owen, né le 27 janvier 1981 à Johannesbourg, est un nageur sud-africain.

## Carrière
Aux Jeux africains de 1999 à Johannesbourg, Greg Owen est médaillé d'argent du 200 mètres brasse,.
Il a étudié à l'université de l'Arizona, évoluant dans leur équipe de natation.